# Марне (Бергамо)
Марне је насеље у Италији у округу Бергамо, региону Ломбардија.
Према процени из 2011. у насељу је живело 567 становника. Насеље се налази на надморској висини од 178 м.